# Leroy i Stich
Leroy i Stich – pełnometrażowy film animowany z 2006 roku. Film został wyprodukowany przez wytwórnię filmową Walt Disney Pictures we współpracy z Disney Channel Original Movies.

## Fabuła
Lilo, Stich, Pleakley i Jumba jadą do rady galaktycznej gdzie mają zostać odznaczeni za złapanie i sprowadzenie na dobrą drogę eksperymentów. Po ceremonii okazuje się, że przyjaciele Lilo chcą zostać na swojej planecie. Lilo jednak przekonuje ich by polecieli z nią na Ziemię. Jednak szalony naukowiec, Plikley i Stich chcą zostać i Lilo wraca sama na Ziemię. Jamba tworzy dla Chomikwadera eksperyment podobny do Sticha i nazywa go Leroy. Potem więzi naukowca i Pleakleya. Następnie łapie Sticha. Przejmuje władzę w galaktyce. Przyjaciół Lilo wysyła w podróż do czarnej dziury. Następnie wysyła ponad 100 Leroyów na Ziemię i każe im zniszczyć wszystkie eksperymenty. Lilo martwi się o Sticha i dzwoni do niego. Okazuje się, że Leroy umie się upodabniać do Sticha i próbuje ją oszukać. Jednak nie udaje mu się. Lilo namawia 625 do pomocy w uwolnieniu jej przyjaciół. Razem z Grahamem (czyli 625) leci do rady galaktyki gdzie rządzi Chomikwader. Zostają tam uwięzieni, ale Gantu pomaga Lilo i Grahamowi. Stichowi udaje się zmienić kurs statku z czarnej dziury na radę galaktyki. Spotyka się z Lilo i razem walczą z Chomikwaderem, który próbuje zniszczyć wszystkie eksperymenty. Na stadionie (na Ziemi) dochodzi do walki dobrych eksperymentów i Sticha z Leroyami. Na początku wygrywa Stich, potem wszystkie eksperymenty zostają pokonane. Jamba przypomina sobie, że jeśli Leroy usłyszy piosenkę „Aloha Oi” to zostanie unicestwiony. Stich przebiera się za Elvisa i wszyscy przyjaciele wykonują piosenkę. Leroye zostają zniszczone. Chomikwader trafia do więzienia galaktycznego. Stich, Pleakley i Jumba postanawiają wrócić z Lilo na Ziemię, „bo tam jest ich Ohana”. Gantu i Graham zostają oficerami galaktycznymi.

## Wersja polska
Opracowanie wersji polskiej: SUN STUDIO A/S ODDZIAŁ w POLSCE

Reżyseria i kierownictwo muzyczne: Marek Robaczewski

Dialogi polskie i teksty piosenek: Jan Wecsile

Dźwięk i montaż: Michał Skarżyński

Kierownictwo produkcji: Beata Jankowska

Produkcja polskiej wersji językowej: DISNEY CHARACTER VOICES INTERNATIONAL, INC.
W wersji polskiej udział wzięli:
- Julia Jędrzejewska – Lilo
- Jarosław Boberek –
  - Stich,
  - Liroy,
  - Graham
- Krzysztof Kowalewski – Jumba
- Mariusz Krzemiński – Pleakley
- Joanna Węgrzynowska – Nani
- Paweł Szczesny – Gantu
- Cezary Kwieciński – Chomikvader
- Elżbieta Gaertner – Przewodnicząca

W pozostałych rolach:
- Julia Chatys
- Bożena Furczyk
- Anna Gajewska
- Julia Kołakowska
- Brygida Turowska
- Piotr Bajtlik
- Andrzej Chudy
- Artur Kaczmarski
- Przemysław Nikiel
- Robert Tondera

Piosenkę „Aloha Oe” wykonali: Julia Jędrzejewska i Jarosław Boberek
Źródło: